# Lou Antonio
Lou Antonio, de son vrai nom Louis Demetrios Antonio, est un réalisateur, acteur et producteur américain né le 23 janvier 1934 à Oklahoma City (États-Unis).

## Biographie
Il est le fils de James Demetrios, propriétaire de restaurant, et de Lucille Antonio (née Wright), caissière. Son frère Jim Antonio est également un acteur.

## Filmographie

### Réalisateur

#### Cinéma
- 1978 : The Gypsy Warriors (film fait pour la télévision, mais finalement distribué en salles.)

#### Téléfilms
- 1974 : Love Is Not Forever
- 1974 : Fools, Females and Fun
- 1975 : Someone I Touched
- 1977 : Something for Joey (en)
- 1977 : The Girl in the Empty Grave
- 1978 : The Critical List
- 1978 : Le Justicier solitaire (A Real American Hero)  (télévision)
- 1979 : Silent Victory: The Kitty O'Neil Story (en)
- 1979 : Heaven on Earth
- 1979 : Breaking Up Is Hard to Do
- 1979 : The Chinese Typewriter
- 1981 : We're Fighting Back
- 1981 : The Star Maker
- 1981 : The Steeler and the Pittsburgh Kid
- 1982 : Something So Right
- 1983 : Between Friends (en)
- 1984 : A Good Sport
- 1984 : Deux garçons et une fille (Threesome)
- 1984 : SOS otages
- 1985 : Le Couteau sur la nuque (Thirteen at Dinner)
- 1986 : Un type formidable (One Terrific Guy)
- 1987 : Pals
- 1987 : Mayflower Madam
- 1989 : The Outside Woman
- 1989 : Dark Holiday (en)
- 1990 : Tendre choc
- 1990 : Sporting Chance
- 1991 : This Gun for Hire (en)
- 1991 : La Nuit du mensonge (en) (Lies Before Kisses)
- 1991 : Les Émois du cur (The Last Prostitute)
- 1991 : L'Affaire Kate Willis (The Rape of Doctor Willis)
- 1992 : A Taste for Killing (en)
- 1992 : Cauchemar en plein jour (en) (Nightmare in the Daylight)
- 1993 : The Contender
- 1999 : The Force

#### Séries télévisées
- 1967 : Heroic Mission
- 1968-1969 : Mon ami Ben (3 épisodes)
- 1969 : Then Came Bronson (en) (1 épisode)
- 1969 : Star Trek (TV) :  épisode Le Dilemme : Lokai
- 1969-1970 : La Nonne volante (3 épisodes)
- 1970 : Cent filles à marier (2 épisodes)
- 1970 : The Young Rebels (en) (1 épisode)
- 1971-1972 : Getting Together (en) (2 épisodes)
- 1971-1973 : The Partridge Family (6 épisodes)
- 1972 : Banacek (1 épisode)
- 1972-1973 : Owen Marshall, Counselor at Law (en) (3 épisodes)
- 1972-1975 : Un shérif à New York (5 épisodes)
- 1973 : The Rookies (1 épisode)
- 1973 : Griff
- 1974 : Filles et Garçons (Sons and Daughters) (1 épisode)
- 1974 : Amy Prentiss
- 1974-1976 : 200 dollars plus les frais (5 épisodes)
- 1974-1977 : McMillan (5 épisodes)
- 1976 : Lanigan's Rabbi
- 1976 : Les Héritiers (1 épisode)
- 1976 : Delvecchio (1 épisode)
- 1980 : The Contender (mini-série)
- 1987 : Shell Game (en) (1 épisode)
- 1993-1996 : Un drôle de shérif (6 épisodes)
- 1994 : Diagnostic : Meurtre (1 épisode)
- 1995 : The Cosby Mysteries (en) (2 épisodes)
- 1995 : American Gothic (1 épisode)
- 1995-1998 : Chicago Hope: La Vie à tout prix (6 épisodes)
- 1996 : Mr. et Mrs. Smith (1 épisode)
- 1996 : Dark Skies : L'Impossible Vérité (1 épisode)
- 1997 : Jeux d'espions (1 épisode)
- 1997 : Roar, la légende de Conor (1 épisode)
- 1997-1999 : La Vie à cinq (7 épisodes)
- 1998 : Faits l'un pour l'autre (1 épisode)
- 1998 : Ultime Recours (1 épisode)
- 1998-1999 : Dawson (4 épisodes)
- 1999 : Wasteland (1 épisode)
- 2000 : La Famille Green (1 épisode)
- 2000 : Felicity (1 épisode)
- 2000 : Les Experts (1 épisode)
- 2001 : Le Fugitif (1 épisode)
- 2001 : À la Maison-Blanche (1 épisode)
- 2001 : Undercover (1 épisode)
- 2001-2002 : Le Protecteur (4 épisodes)
- 2002 : First Monday
- 2003 : FBI : Opérations secrètes (1 épisode)
- 2005 : Numb3rs (1 épisode)
- 2005 : Réunion : Destins brisés (1 épisode)
- 2006-2007 : Boston Justice (4 épisodes)

### Acteur

#### Cinéma
- 1961 : La Fièvre dans le sang d'Elia Kazan : Oil Field Worker at Party
- 1963 : America, America d'Elia Kazan : Abdul
- 1966 : Hawaï de George Roy Hill : Révérend Abraham Hewlett
- 1967 : Luke la main froide de Stuart Rosenberg : Koko
- 1970 : The Phynx (en) de Lee H. Katzin : Corrigan

#### Téléfilms
- 1970 : Sole Survivor (en) de Paul Stanley : Tony
- 1973 : Partners in Crime (en) de Jack Smight : Sam Hatch
- 1977 : Dog and Cat (en) de Bob Kelljan : Jack Ramsey
- 1980 : Dan August: Murder, My Friend de Jerry Jameson et Ralph Senensky : Gordon Krager
- 1980 : Where the Ladies Go de Theodore J. Flicker (en) : Hugo
- 1985 : Le Couteau sur la nuque de lui-même : Le producteur de film
- 1990 : Tendre choc de lui-même : Dr Calvin Finch
- 2003 : Frankie and Johnny Are Married (en) de Michael Pressman : Lui-même

#### Séries télévisées
- 1959-1963 : Naked City : Divers rôles (4 épisodes)
- 1960 : Have Gun - Will Travel : Ted Greive (1 épisode)
- 1962-1963 : Les Accusés : Divers rôles (2 épisodes)
- 1963 : Breaking Point (en) : Paul Knopf (1 épisode)
- 1963 : Route 66 : Tony (1 épisode)
- 1963 : Camera Three (en) : Marvin Macy (1 épisode)
- 1963-1966 : Le Fugitif : Divers rôles (3 épisodes)
- 1964-1965 : 12 O'Clock High (en) : Divers rôles (2 épisodes)
- 1965 : For the People (en) : Lupton (1 épisode)
- 1965-1969 : Gunsmoke : Divers rôles (5 épisodes)
- 1966 : Le Virginien Saisin04 épisode20 (The Inchworm's got no wings at all) : Niles Tait (1 épisode)
- 1966 : The Wackiest Ship in the Army (en) : Jocko (1 épisode)
- 1966 : Hawk, l'oiseau de nuit : Frankie Gellen (1 épisode)
- 1967 : The Road West (en) : Mike Kerkorian (1 épisode)
- 1967 : The Monkees : Judd (1 épisode)
- 1968 : Jeannie de mes rêves : Charley (2 épisodes)
- 1968 : The Danny Thomas Hour (en) : Stefanos (1 épisode)
- 1968 : Bonanza : Davey (1 épisode)
- 1968-1980 : Insight : Divers rôles (3 épisodes)
- 1969 : Star Trek : Lokai (1 épisode)
- 1969 : Mon ami Ben : Kee Cho (1 épisode)
- 1969 : Ma sorcière bien-aimée : Harry Simmons (1 épisode)
- 1969-1970 : Cent filles à marier : Telly Theodakis (2 épisodes)
- 1970 : La Sœur volante (The Flying Nun) : Stone Mason (1 épisode)
- 1970 : Bracken's World (en) : Hal Ingersol (1 épisode)
- 1970 : Storefront Lawyers (en) : Walter Babson (1 épisode)
- 1970-1971 : La Nouvelle Équipe (The Mod Squad) : Case (2 épisodes)
- 1970-1972 : Mission impossible : Divers rôles (2 épisodes)
- 1971 : Dan August : Gordon Krager (1 épisode)
- 1971 : Hawaï police d'État : David Harper (1 épisode)
- 1971 : Cannon : Tommy Crawford (1 épisode)
- 1971-1973 : Sur la piste du crime : Divers rôles (2 épisodes)
- 1972 : Sam Cade : Frank Cameron (1 épisode)
- 1973 : Night Gallery : Jake (1 épisode)
- 1973-1974 : The Snoop Sisters : Barney (4 épisodes)
- 1973-1974 : The Rookies : Divers rôles (2 épisodes)
- 1977 : Dog and Cat (en) : Sergent détective Jack Ramsey (6 épisodes)
- 1977 : The Hardy Boys/Nancy Drew Mysteries : Le directeur (1 épisode)
- 1979 : Makin' It (en) : Joseph Manucci (9 épisodes)
- 1997 : Jeux d'espions : Premier Zovostrov (1 épisode)

## Distinctions

### Nominations
- Primetime Emmy Awards 1978 : Meilleure réalisation pour un programme spécial pour Something for Joey (en)
- Primetime Emmy Awards 1979 : Meilleure réalisation pour un programme spécial pour Silent Victory: The Kitty O'Neil Story (en)
- Directors Guild of America Awards 1994 : Meilleur réalisateur de série télévisée dramatique pour Un drôle de shérif
- Primetime Emmy Awards 1995 : Meilleure réalisation pour une série télévisée dramatique pour Chicago Hope: La Vie à tout prix